# Oreosyce
Oreosyce é um género botânico pertencente à família Cucurbitaceae.

## Espécies
| - Oreosyce africana - Oreosyce aspera - Oreosyce bequaerti - Oreosyce holstii - Oreosyce kellerii | - Oreosyce parvifolia - Oreosyce subsericea - Oreosyce triangularis - Oreosyce villosa |

1. ↑  «Oreosyce — World Flora Online». www.worldfloraonline.org. Consultado em 19 de agosto de 2020